# Tabella colore ColorChecker

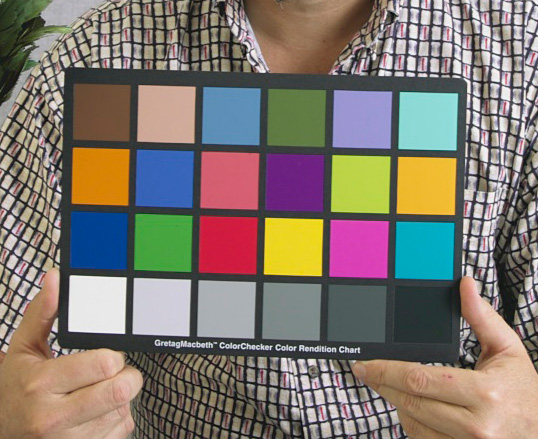
ColorChecker eseguito in un ambiente di ritratto fotografico

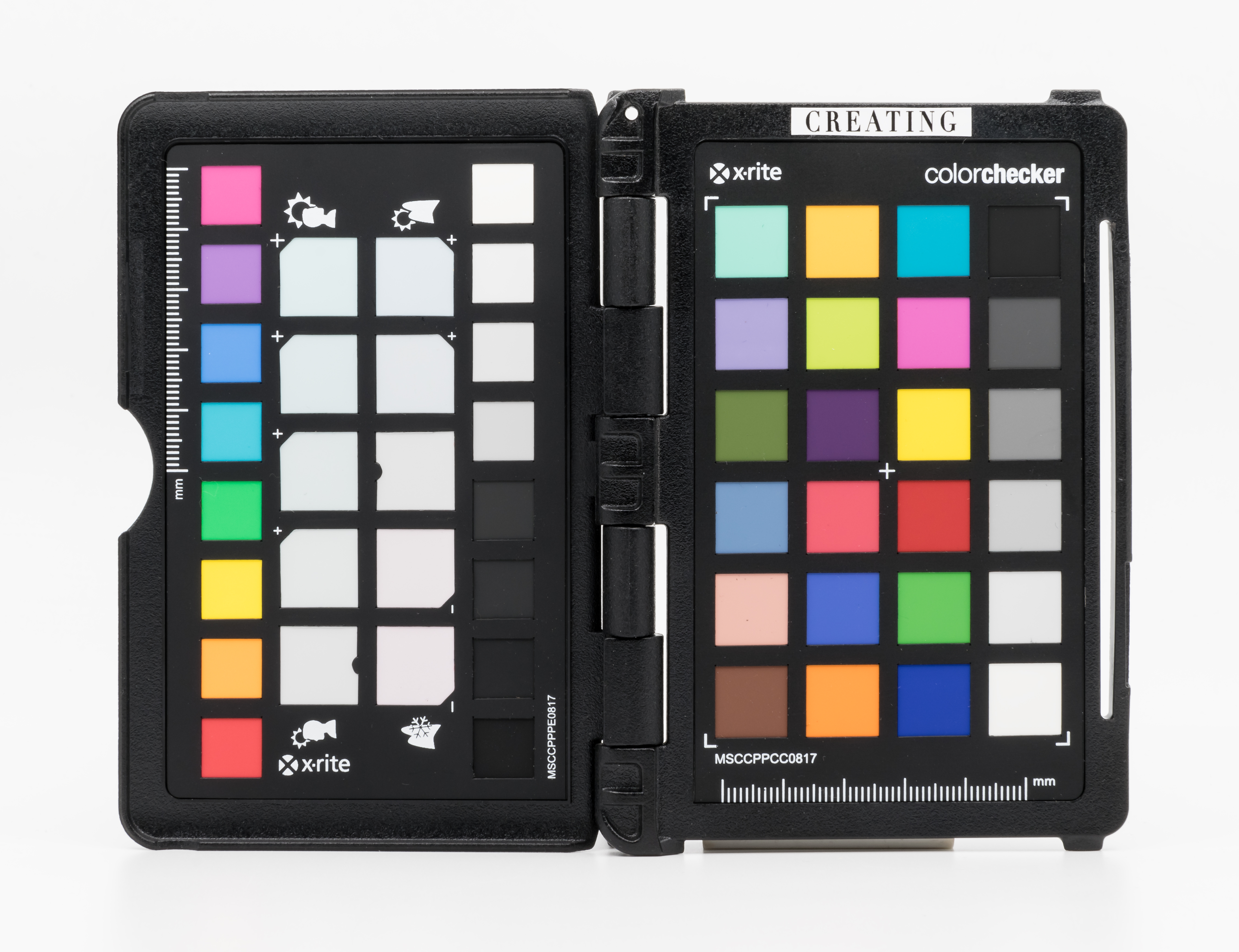
X-Rite ColorChecker Passport Photo 2

La tabella di resa dei colori ColorChecker è un cartello di calibrazione del colore costituito da una disposizione di 24 quadrati di campioni con cornice di cartone. Il ColorChecker è stato introdotto in un articolo del 1976 da McCamy, Marcus e Davidson nel Journal of Applied Photographic Engineering .  I target colore della tabella hanno riflettanze spettrali pensate per imitare quelle di oggetti naturali come la pelle umana, il fogliame e i fiori, per avere un aspetto cromatico uniforme in diverse condizioni di illuminazione, in particolare come rilevato da una tipica pellicola fotografica a colori, e per essere stabili nel tempo.
Dopo numerosi utilizzi sotto luce intensa si degrada e ha bisogno di essere sostituita.
Nel 2006, la società Gretag-Macbeth è stata acquisita da X-Rite. Nel 2021, X-Rite ha diviso i suoi prodotti di calibrazione di livello consumer in una società separata, Calibrite, che attualmente produce ColorChecker con il marchio Calibrite.

## Progetto
La tabella ColorChecker Classic è un cartello rettangolare che misura circa 11 per 8,25 pollici (27,9 per 21,0 cm), o nel suo formato originale circa 13 per 9 pollici (33 per 23 cm), un rapporto d'aspetto approssimativamente uguale a quello della pellicola da 35 mm. Include 24 patch in una griglia 4 × 6, ciascuna leggermente inferiore a 2 pollici (5,1 cm) e quadrati, realizzati con vernice opaca applicata su carta liscia e circondati da un bordo nero. Sei di queste patch formano una scala di luminosità grigia uniforme, mentre le altre sei sono colori primari tipici dei processi fotografici chimici: rosso, verde, blu, ciano, magenta e giallo. I colori rimanenti includono approssimazioni della pelle umana medio-chiara e medio-scura, del cielo azzurro, della parte anteriore di una foglia e di un fiore di cicoria blu. Il resto è stato scelto arbitrariamente per rappresentare una gamma "di interesse generale e utilità per scopi di prova", anche se i target arancioni e gialli hanno una tinta simile ad arance e limoni.
Esiste anche un ColorCheckerPassport, una versione più piccola del ColorChecker Classic con le stesse 24 schede, ma in una versione a tre ante con alcune patch aggiuntive su due delle pagine. Le sue dimensioni sono 125 mm (A) × 90 mm (L) × 9 mm (T). I pigmenti per ColorCheckerPassport sono stati modificati nel novembre 2014, quindi i target attualmente disponibili non hanno esattamente la stessa tonalità e quindi gli stessi numeri RGB di prima e, in particolare, non sono quelli forniti nella sezione successiva.
I colori della tabella sono descritti da McCamy et al. con misurazioni colorimetriche utilizzando l'osservatore standard CIE 1931 2° e l'illuminante C, e anche in termini del sistema cromatico Munsell. Utilizzando gli spettri di riflettanza misurati, è possibile derivare le coordinate CIELAB per gli illuminanti D 65 e D 50 e le coordinate in sRGB ( D 65 ).
| Indice                             | Descrizione             | Munsell Note            | CIE xyY                 | Valori sRGB del produttore |
| Riga 1: Colori naturali            | Riga 1: Colori naturali | Riga 1: Colori naturali | Riga 1: Colori naturali | Riga 1: Colori naturali    |
| ---------------------------------- | ----------------------- | ----------------------- | ----------------------- | -------------------------- |
| 1                                  | Pelle scura             | 3 YR 3.7/3.2            | 0.400 0.350 10.1        | #735244                    |
| 2                                  | Pelle chiara            | 2.2 YR 6.47/4.1         | 0.377 0.345 35.8        | #c29682                    |
| 3                                  | Blu cielo               | 4.3 PB 4.95/5.5         | 0.247 0.251 19.3        | #627a9d                    |
| 4                                  | Foglie                  | 6.7 GY 4.2/4.1          | 0.337 0.422 13.3        | #576c43                    |
| 5                                  | Blu fiore               | 9.7 PB 5.47/6.7         | 0.265 0.240 24.3        | #8580b1                    |
| 6                                  | Blu verde               | 2.5 BG 7/6              | 0.261 0.343 43.1        | #67bdaa                    |
| Riga 2: Colori misti               |                         |                         |                         |                            |
| 7                                  | Arancio                 | 5 YR 6/11               | 0.506 0.407 30.1        | #d67e2c                    |
| 8                                  | Blu viola               | 7.5 PB 4/10.7           | 0.211 0.175 12.0        | #505ba6                    |
| 9                                  | Rosso medio             | 2.5 R 5/10              | 0.453 0.306 19.8        | #c15a63                    |
| 10                                 | Viola                   | 5 P 3/7                 | 0.285 0.202 6.6         | #5e3c6c                    |
| 11                                 | Giallo verde            | 5 GY 7.1/9.1            | 0.380 0.489 44.3        | #9dbc40                    |
| 12                                 | Giallo arancio          | 10 YR 7/10.5            | 0.473 0.438 43.1        | #e0a32e                    |
| Riga 3: Colori primari e secondari |                         |                         |                         |                            |
| 13                                 | Blu                     | 7.5 PB 2.9/12.7         | 0.187 0.129 6.1         | #383d96                    |
| 14                                 | Verde                   | 0.25 G 5.4/9.6          | 0.305 0.478 23.4        | #469449                    |
| 15                                 | Rosso                   | 5 R 4/12                | 0.539 0.313 12.0        | #af363c                    |
| 16                                 | Giallo                  | 5 Y 8/11.1              | 0.448 0.470 59.1        | #e7c71f                    |
| 17                                 | Magenta                 | 2.5 RP 5/12             | 0.364 0.233 19.8        | #bb5695                    |
| 18                                 | Ciano                   | 5 B 5/8                 | 0.196 0.252 19.8        | #0885a1                    |
| Riga 4: Scala dei grigi            |                         |                         |                         |                            |
| 19                                 | Bianco                  | N 9.5/                  | 0.310 0.316 90.0        | #f3f3f3                    |
| 20                                 | Neutral 8               | N 8/                    | 0.310 0.316 59.1        | #c8c8c8                    |
| 21                                 | Neutral 6.5             | N 6.5/                  | 0.310 0.316 36.2        | #a0a0a0                    |
| 22                                 | Neutral 5               | N 5/                    | 0.310 0.316 19.8        | #7a7a7a                    |
| 23                                 | Neutral 3.5             | N 3.5/                  | 0.310 0.316 9.0         | #555555                    |
| 24                                 | Nero                    | N 2/                    | 0.310 0.316 3.1         | #343434                    |

## Utilizzo
I target di colore come ColorChecker possono essere acquisiti da telecamere e altri dispositivi di input colore e le immagini risultanti possono essere confrontate con la tabella originale o con misurazioni di riferimento, per verificare in che misura i sistemi e i processi di riproduzione dell'acquisizione delle immagini si avvicinino ai sistemi visivi umani. Può essere utilizzato anche per correggere il colore di una foto contenente il grafico (che potrebbe avere una sfumatura di colore diversa, ad esempio a causa di una differenza di colore dovuta all'illuminazione) rispetto a un'altra foto di "riferimento" contenente il grafico.
Grazie alla sua ampia disponibilità e utilizzo, alla sua progettazione accurata e alla sua coerenza, e poiché sono disponibili misurazioni spettrofotometriche complete, il ColorChecker è stato utilizzato anche nella ricerca accademica su argomenti come l'imaging spettrale .

## ColorChecker Digital SG
X-Rite vende anche una tabella da 140 campioni denominata ColorChecker Digital SG, pensata per l'uso automatizzato con software per computer per la caratterizzazione di fotocamere e scanner digitali.

## Riferimenti
Charles Poynton (2008).  "ColorChecker (‘Macbeth’) Chart". poynton.com
1. ↑  (EN) Image Science,  https://imagescience.com.au/blog/some-x-rite-products-rebranding-to-calibrite.
2. ↑  Measured reflectance spectra are  available (archiviato dall'url originale il 10 novembre 2012). from the Munsell Color Science Laboratory website in  html (archiviato dall'url originale il 4 marzo 2016) and  Excel (XLS) (archiviato dall'url originale il 21 novembre 2014) formats, taken from measurements published in Noboru Ohta (1997). "The Basis of Color Reproduction Engineering" (Japanese). Corona-sha Company of Japan.

See also  Danny Pascale’s page.
3. ↑   1990, ISBN 0-88362-120-7.